# Білобог
Білобо́г — у дохристиянських віруваннях творець води, землі й світла, головний бог білого дня, щастя, добра, багатства, здоров'я і плодючості; за легендою, творець землі, води, світла; син Рода, батько Перуна; захисник людей від зла, господар Вирію та повелитель інших богів. Зазвичай згадується у парі зі своїм суперником Чорнобогом. У християнську добу протистоянню Білобога та Чорнобога відповідає протистояння Бога та Сатани (чорта).
В українському православ'ї Білобог трансформувався в образі святого Георгія — переможця злих сил, захисника народу.

## Образ і функції
Білобог у працях фольклористів тісно пов'язаний із Чорнобогом і традиційно згадується в хорошому значенні, тоді як Чорнобог у поганому.
Можливий зв'язок Білобога з такими персонажами, як Білий Палянин, святий Юрій, Купало. Персонажі, яких можна ототожнювати з Білобогом, відомі в білорусів (Бєлун), південних слов'ян («білий бог»).

## Писемні згадки

### Historia Caminensis
Донедавна вважалося, що першим письмовим джерелом, яке запровадило *Běl(ъ)bogъ до сфери слов'янських міфологічних досліджень, була анонімна «Historia episcopatus Caminensis», укладена у першій половині XVII ст. У книзі йдеться про історію католицької єпархії Каммін (пол. Kamień Pomorski) у Дальній Померанії, яка існувала з 1140 по 1544 роки та була зосереджена на ділянці між лиманом Одера та Колобжегом.
Автор «Historia Caminensis» (розділ 14) перефразовує та розширює уривок Гельмольда про Чорнобога наступним чином:
```
«Крім того, вандали мають помітну оману. Під час їхніх бенкетів та частувань… злого бога, диявола, вони називали своєю мовою Чорнобог (Zernebog), тобто чорним богом, а доброго вони називали Білобог (Belbog), тобто білим богом, за помилкою маніхеїв»
[
6
]
.
```

Польський філолог голландського походження Владислав Нерінг зробив спробу продемонструвати, що теонім *Běl(ъ)bogъ начебто відсутній у всіх попередніх обробках місцевої історії, наприклад, «Вандалії» (1519) та «Саксонії» (1520) Альберта Кранца, «Мерзебургській історії» Ернста Бротуфа (1580) та «Майссенській земельній і гірській хроніці» Петруса Альбінуса (1589). Крім того, він оглянув джерела «Historia Caminensis» і виявив, що жоден з них не згадує *Běl(ъ)bogъ. Він зробив висновок, що теонім *Běl(ъ)bogъ був підробкою анонімного автора «Historia Caminensis». Однак Нерінг помилявся, починаючи з того, що «Historia Caminensis» — анонімна. «Historia episcopatus Caminensis in Pomerania ab origine annoque 1124 ad annum 1618» належала перу Ґеорґа (Юрґена) Валентина фон Вінтера і була видана Йоганном Петером фон Людевіґом 1718 року.

### Томас Канцов
Наприкінці ХХ століття звернули увагу на два додаткові джерела для Білобога, що обидва походили з середини XVI століття, тобто були ранішими за «Historia Caminensis». Це «Хроніка Померанії нижньонімецькою говіркою» німецького історика, секретаря герцогів Померанських Томаса Канцова (приблизно 1538 року, вперше опублікована 1835 року) та «Космографія» Себастьяна Мюнстера (близько 1550 року, надрукована 1554 року).
У розділі під назвою «Про віру давніх померанців та ругіян» Канцов пише:
```
«Перед цим я покликався на всілякі марновірства та ідолопоклонство, якими вони займалися до часів Німецької імперії. Але раніше вони були ще більш язичницькими. Вони розмістили своїх царів і владик, які правили добре, над богами і шанували згаданих людей [як богів] після їхньої смерті. Крім того, вони поклонялися сонцю і місяцю і, нарешті, двом богам, яких вони шанували над усіма іншими богами. Одного з них вони назвали Білобогом (Bialbug), тобто білим богом; його вони мали за доброго бога. Іншого [вони назвали] Чорнобогом (Zernebug), тобто чорним богом; його вони мали за бога, який чинив шкоду. Тому вони шанували Білобога за те, що він робив їм добро і щоб він міг [продовжувати] робити їм добро. Чорнобога, з іншого боку, вони шанували тому, що він не мусив їм заподіювати шкоди. І вони умиротворювали згаданого Чорнобога, приносячи в жертву людей, бо вважали, що немає кращого способу його заспокоїти, ніж людською кров’ю, що насправді є правдою, якби вони бачили це в правильному світлі: що Чорнобог не шукає нічого іншого, крім смерті тіла і душі людини»
[
11
]
.
```

Хроніка базувалася на масах архівних матеріалів, оскільки Канцов був високопосадовцем у Барніма, герцога померанського, і мав доступ до всіх бібліотек та архівів у цій місцевості. За словами Мирослави Знаєнко, Канцов, здається, знав усе про слов'янських богів Гельмольда (а також про тих, що в Еббона, Герборда і Саксона Граматика) і демонстрував ці знання протягом усієї своєї праці.

### Себастьян Мюнстер
У «Космографії» Мюнстера (розділ 16) знаходиться опис щорічного обряду врожаю, пов'язаного з поклонінням Святовиту, який закінчується висловом:
```
«Загалом вони (ругіяни) поклонялися двом богам, а саме Білобогу (Belbuck) та Чорнобогу (Zernebuck), наче білому [богу] та чорному богу, доброму [генієві] та злому генієві, Богу та Сатані, як джерелу добра і зла, за помилкою маніхейців»
[
13
]
[
14
]
.
```

Джерелом Мюнстера про Рюген слугував Петрус Артопеус Померанос, він же Петер Бекер (1491—1564), вчений протестантський пастор зі Штеттіна, який склав для нього карту Померанії. Що стосується безпосередньо попереднього опису Світовидового обряду, цей уривок, мабуть, означає, що в той час, як слов'яни в час збирання врожаю особливо шанували Світовида, «взагалі» вони поклонялися насамперед двом богам добра і зла. За спостереженням Мирослави Знаєнко, є щось привабливе в цьому розміреному і неемоційному оповіданні. На відміну від Гельмольда (і від Канцова), автор не розглядає обох божеств як розповсюджувачів добра і нещастя відповідно. Чому Петрус Артопеус, який, очевидно, відповідав за цей уривок, думає про маніхейську помилку, невідомо. Можливо, тому, що він знав Гельмольда і вважав, що той задумав паралель із маніхейським вченням, можливо, тому, що людині, яка незабаром буде звинувачена в осіандреїзмі та змушена пояснити власну «помилку» раді, ідея слов'янських «язичницьких маніхеїв» була особливо привабливою; або, нарешті, тому, що він або Мюнстер мали у своєму розпорядженні додаткову інформацію, яка дозволяла формулювання такої гіпотези. В усякому разі, «Космографія» Мюнстера є поки що найдавнішим друкованим джерелом про Білобога.
Канцов однозначно не знав «Космографії», адже він помер у 1542 році, а рукопис Мюнстера датується 1550 роком. У той же час текст «Космографії» не показує жодного зв'язку з текстом Канцова. Те, що обидва автори, Петрус Артопеус і Канцов, самостійно винайшли концепцію Білобога як доброго білого бога виключно на основі «доброго бога» Гельмольда, видається Мирославі Знаєнко малоймовірним не тому, що «Слов'янська хроніка» залишалася неопублікованою до 1556 року (бо вони могли використати, і Канцов, мабуть, зробив це, один із існуючих рукописних примірників), а тому, що обидва тексти мають автентичну атмосферу наколо них (навіть у варіантах місцевої вимови імен богів) і відсутність, сильніше, ніж у твердженні Гельмольда, тону християнської інтерпретації. Обом текстам також бракує посилання Гельмольда на обряд, пов'язаний з поклонінням обом богам. Дійсна імовірність, що обидва автори, можливо, все ще мали доступ до згорілих потім архівів монастиря Бельбук, і той факт, що Канцов був затятим збирачем етнографічних матеріалів, свідчить, що тут доводиться мати справу з двома незалежними текстами на основі іншого джерела чи джерел, аніж Гельмольд, або на міцній усній традиції..

### Давид Хитреус
Протестантський богослов, історик, організатор школи та п'ятиразовий ректор Ростокського університету Давид Хитреус у «Саксонській хроніці»(1593) писав:
```
«[В Юліні] деякі роди зберігали своїх ідолів і власні обряди: в громадському сповіданні — Триглава, триголового бога (зображення якого понині можна бачити в храмі бранденбургських каноніків на [ріці] Хафелі), і богів малих родів — покровителів війни і торгівлі Яровита (Haruit) і Поревита (Barovit), як би Марса і Меркурія, крім того, Білобога і Чорнобога, білого і чорного богів шанували»
[
17
]
.
```

### Даніель Крамер
Припускають, що серед згорілих документів були літописи історії Бельбука, які почалися з року його заснування норбертинськими ченцями (близько 1163 року). У тому ранньому літописі Бельбука була історія, що пояснювала, як абатство отримало свою лехітську назву Бялбуг. Даніель Крамер, лютеранський богослов, професор та архідиякон із Штетіна (Щецина), Померанія, тримав у своїх руках копію цього хронічного запису Бельбука — або бачив цитату — деякий час наприкінці XVI ст. коли він працював над першим томом своєї книги «Померанський церковний хронікон». Крамер перефразовує документ, який мав перед собою, наступним чином:
```
«Вони дали цьому монастирю ім'я Белбуг ([Belbug), точніше Біалбук (Bialbuck), що їхньою вендською мовою означає буквально Білий Бог, щоб таким чином дати зрозуміти, що християни не знали чорного бога, на відміну від їхніх предків-язичників. Назва також піходила до шат премонстранців, які завжди ходили вбраними у біле. Заснування монастиря Белбук сталося в 1163 році»
[
18
]
.
```

Крамер намагався довести, що лехітське ім'я абатства Бялбуг не було взяте з існуючої місцевої номенклатури. Він заявив, що ім'я було придумано іноземними засновниками абатства, і що називаючи абатство таким чином, ченці-засновники хотіли створити відчуття розриву з місцевою традицією Чорного Бога і підкреслити контраст між новим християнським Богом, який є світлом, і якимсь великим старим богом, який — темрява. Звичка норбертинців до білого, мовляв, послугувала додатковим фактором у прийнятті імен. На його думку, «білий бог» Бельбука був християнським Богом, а не місцевим язичницьким богом світла.

### Філіпп фон Цезен
Німецький поет, уродженець Саксонії Філіпп фон Цезен 1688 року включив Білобога до свого каталогу світових язичницьких божеств:
```
«...Поляки - боуг (Bouch), слов'яни - буг (Buch), які також називали свого доброго бога Белбуг (Belbuch) або Белбог (Belbog), тобто білим богом ... але злого — Чорнобогом (Zernebuch), тобто чорним або розлюченим (zornigen) богом»
[
20
]
.
```

## У (псевдо)фольклорі
У викладі російського філолога Миколи Квашина-Самаріна, в переказах поморських слов'ян спершу Білобог і Чорнобог плавають в «морі-океані» в подобі двох гоголів — білого та чорного. Білобог просить Чорнобога дістати із дна піску та створює сушу, а потім лягає відпочити. Чорнобог тим часом ховає трохи піску в роті і потім випльовує, створюючи гори. Щоразу коли Білобог знову засинає після створення чогось хорошого, Чорнобог створює поганий відповідник. Потім Чорнобог створює військо бісів, щоб убити Білобога, але той створює власне військо; обоє борються в небі 40 днів і 40 ночей. Білобог перемагає і скидає Чорнобога з його бісами падають на землю, але Чорнобог встигає викрасти сонце та йде скупатися в море. Білобог посилає Перуна повернути сонце. Перун спускається на землю, заморожує море та повертається з сонцем на небо. Проте Чорнобог звільняється з-під криги та хапає Перуна за ногу, видерти шматок плоті. Білобог, щоб утішити Перуна, наділяє людей таким же каліцтвом — саме тому людські стопи ввігнуті; а рух блискавок, якими керує Перун, стає кривий, «кульгавий».

## Культ Білобога

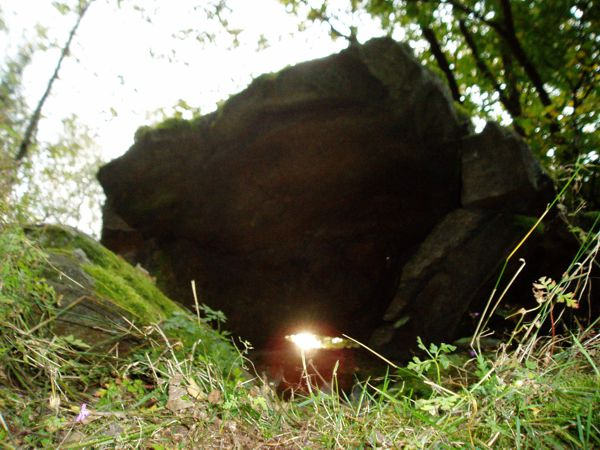
Схід сонця на горі Білобог у день літнього рівнодення

На користь поширеності культу Білобога в релігії давніх слов'ян свідчать топоніми, такі як села Білобожиця в Україні. Іноді з Білобогом пов'язуються топоніми, що містять частину «білий»: місто Біла Церква в Україні, місцевість Бело Брдо в Сербії, Бєлиє Богі на московщині. З парою Білобог-Чорнобог пов'язуються назви сусідніх сіл Черніковіце та Белбожице в Чехії.
У сербів є приказка «білого бога не бачити», а в болгар — «кричати до білого бога» та «не маю з нього білого бога». В білорусів — «темно в лісі без Бєлуна» та «мусить подружитися з Бєлуном».
У лужицьких сербів, поблизу Будишина (сучасна Німеччина), є дві сусідні гори — Білобог і Чорнобог. Німецький археолог Карл Беньямін Пройскер вважав скелю на Білобозі стародавнім вівтарем. Місцеві історики з Золанд-на-Шпре дослідили цей передбачуваний вівтар і вказали, що отвір у скелі дозволяє визначити день рівнодення, коли через нього проходить світло ранкового сонця.

## Трактування образу
Існування Білобога як окремого бога суперечливе. Деякі дослідники вважають, що Білобог і Чорнобог походять від вигадки Гельмольда, інші припускають, що обоє існували як самостійні персонажі пантеону, частина вважає, що Білобог і Чорнобог — це прізвиська інших богів. Польський історик Александр Ґейштор пояснював, що Білобог — це уособлення добра, але не його володар. Сербський етнолог Веселін Чайканович, спираючись на назви сербських місць і приказки, вважав, що Білобог — це інша назва Перуна.
Український філолог, історик церкви Митрополит Іларіон вбачав у українському сюжеті про створення духовного світу й душі добрим богом, а матеріального світу злим, вплив болгарського богомильства.
На думку російських дослідників Дмитра Гаврилова та Станіслава Єрмакова, Білобог — це інша назва Святовита (Свентовита, як він називався у західних слов'ян). Дослідники вважали, що Білобог і Чорнобог мають давньоіранське походження і є аналогами зороастристських Ахура Мазди й Арімана, що перебувають у вічному протистоянні.
Російський історик Ярослав Горбачов доводив, що Білобог не існував як персонаж вірувань і виник як гадана опозиція до Чорнобога. Проте дійсним суперником Чорнобога, на думку історика, слід вважати Свентовита.

## У популярній культурі
В романі «Американські боги» (2001) Ніла Ґеймана та його екранізації Білобог — це брат Чорнобога, якого той розшукує в сучасному світі. Навесні Білобог міняється з Чорнобогом місцями.
У серії відеоігор Shin Megami Tensei Белобоґ/Перобоґу (Belobog/ぺロボーグ) — один з третьорядних персонажів.